# 真砂岳 (立山連峰)
真砂岳（まさごだけ）は、飛騨山脈北部の立山連峰の富山県中新川郡立山町にある標高2,861 mの山。

## 概要
日本で43番目に高い山で、中部山岳国立公園内にあり山域はその特別保護地区の指定を受けている。山頂部の山容は台形に近く、北側の標高2,861 mと南側の2,860 mの小ピークからなる。黒部川水系剱沢南股の支流の一つである真砂沢の源流となる山であり、真砂沢の上部の真砂沢カールでは夏の終わりにも雪渓が見られる。山体は花崗岩からなり、東面の内蔵助川源頭部には内蔵助（くらのすけ）カールがある。各方面から登山道が開設されていて、山頂直下東北東0.4 kmの真砂尾根上に内蔵助山荘がある。

## 環境
周辺は日本海側の豪雪地帯である。山の上部は高山帯、下部は亜高山帯である。山頂直下の内蔵助山荘（標高2,780 m、山頂の東北東0.4 km）における1998-2009年の平均気温は、夏期平均が9.2 °C、冬期平均が-13.4 °C、年平均が-1.6 °Cで、シベリアなどで永久凍土が不連続に分布している地域の気温に相当する。氷河が現存する可能性がある気候で、南に隣接する立山東面の御前沢氷河が1.5 kmほど南南東にある。内蔵助カールには20-30 mほどの積雪があり越年性雪渓（万年雪）があり、氷河の有無についての名古屋大学の研究グループが調査を行い、2018年に氷河と確定した。内蔵助カールの雪渓は日本で最古（約1700年前）の越年性雪渓（化石氷体）と見られている。内蔵助山荘（標高約2,780 m）における2009年（平成21年）の月別の平均気温、最低気温、平均気温を下表に示す。
| 月            | 1月   | 2月   | 3月   | 4月   | 5月  | 6月  | 7月  | 8月  | 9月  | 10月 | 11月  | 12月  | 年平均 |
| ------------- | ----- | ----- | ----- | ----- | ---- | ---- | ---- | ---- | ---- | ---- | ----- | ----- | ------ |
| 平均気温（℃） | -13.6 | -11.5 | -9.3  | -4.1  | 2.2  | 5.8  | 9.6  | 11.4 | 7.3  | 0    | -4.3  | -10.4 | -1.4   |
| 最低気温（℃） | -22.7 | -24.3 | -17.7 | -15.4 | -8.3 | -3.0 | 4.3  | 3.4  | -0.7 | -6.8 | -15.8 | -20.7 | -10.6  |
| 最高気温（℃） | -1.2  | 0.3   | 0.3   | 6.5   | 14.5 | 22.8 | 19.1 | 24.5 | 19.8 | 10.5 | 5.5   | -1.0  | 10.1   |

上部では、イワウメ、イワヒゲ、キバナシャクナゲ、コメバツガザクラ、チングルマ、ツガザクラ、ハイマツ、ハクサンイチゲ、ヨツバシオガマなどの高山植物が自生している。国の特別天然記念物であるライチョウが留鳥として生息し、イヌワシ、イワツバメ、イワヒバリなどの鳥類も見られる。

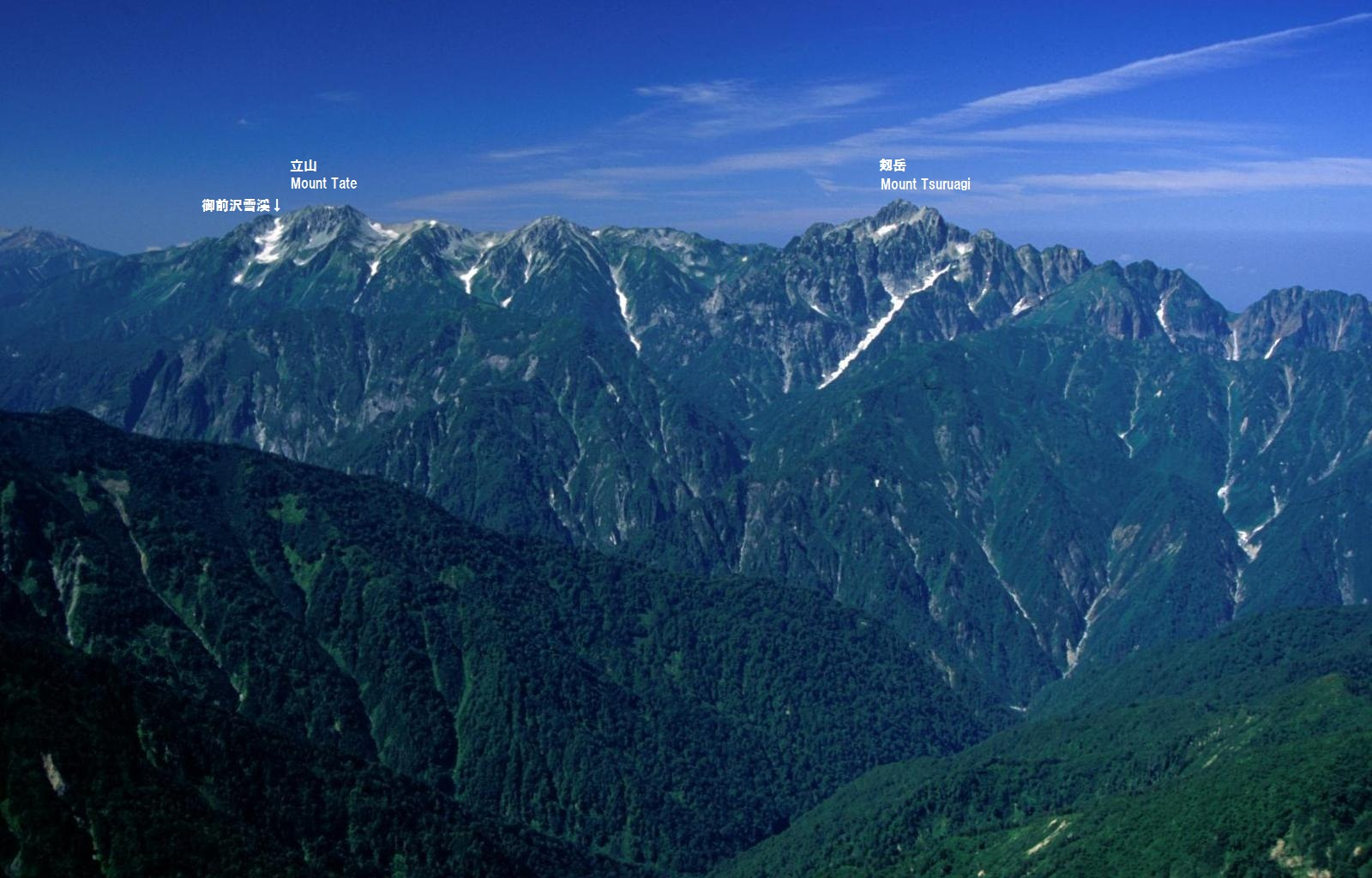
周辺の立山東面の御前沢雪渓、剱岳東面の三ノ窓雪渓と小窓雪渓では現存する氷河が確認されている
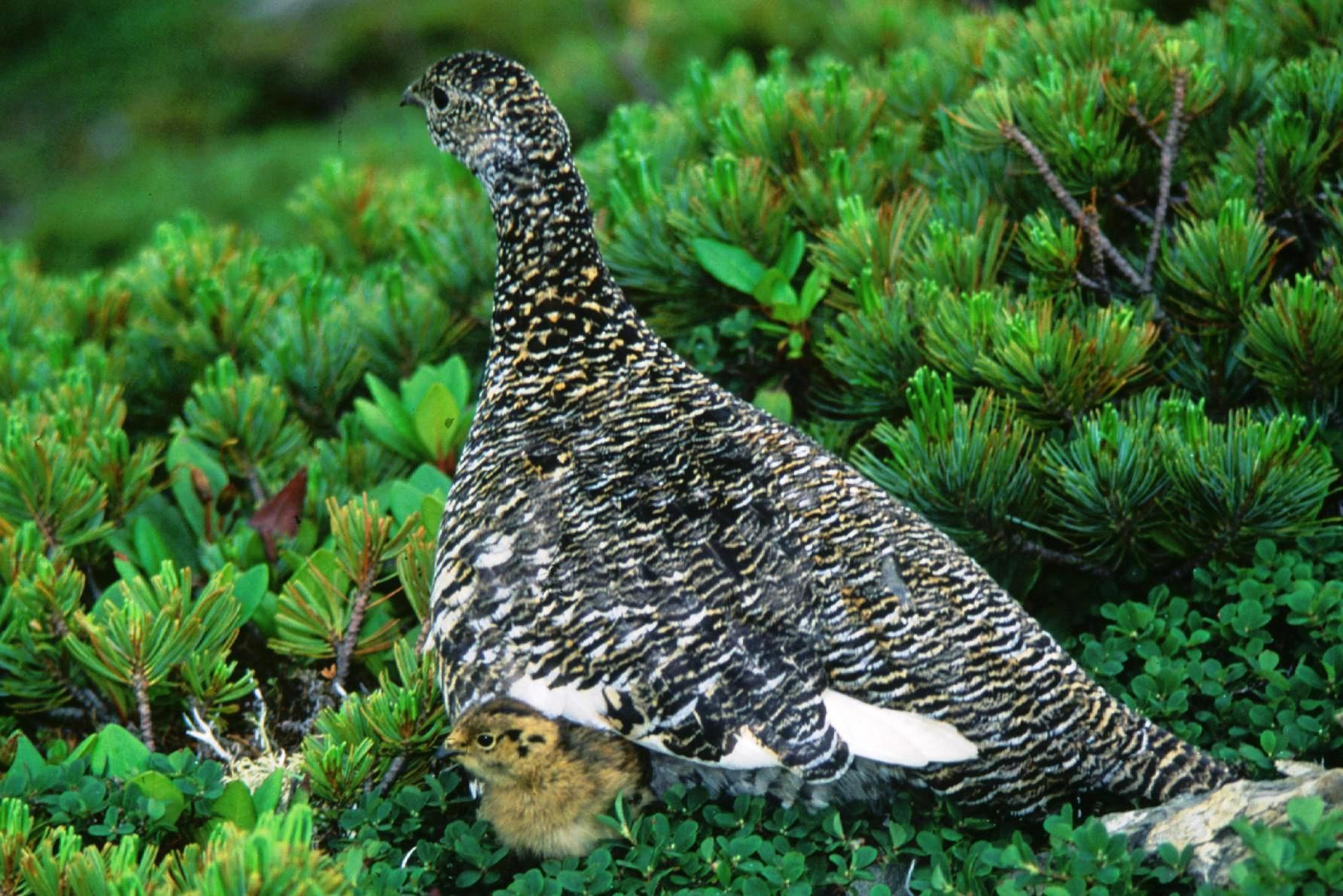
ハイマツが分布する高山帯にライチョウが生息する
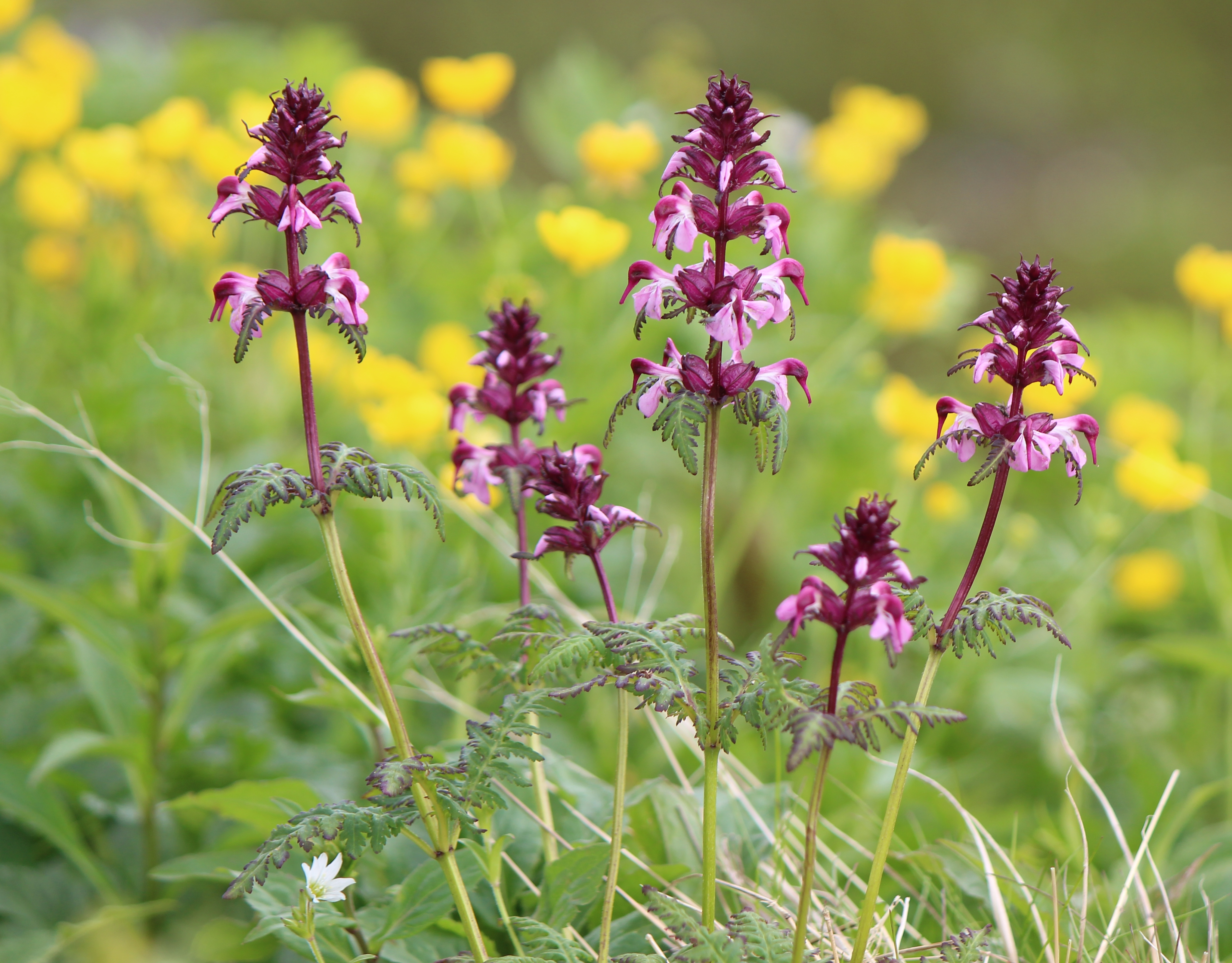
高山植物のヨツバシオガマの群落がある

## 登山

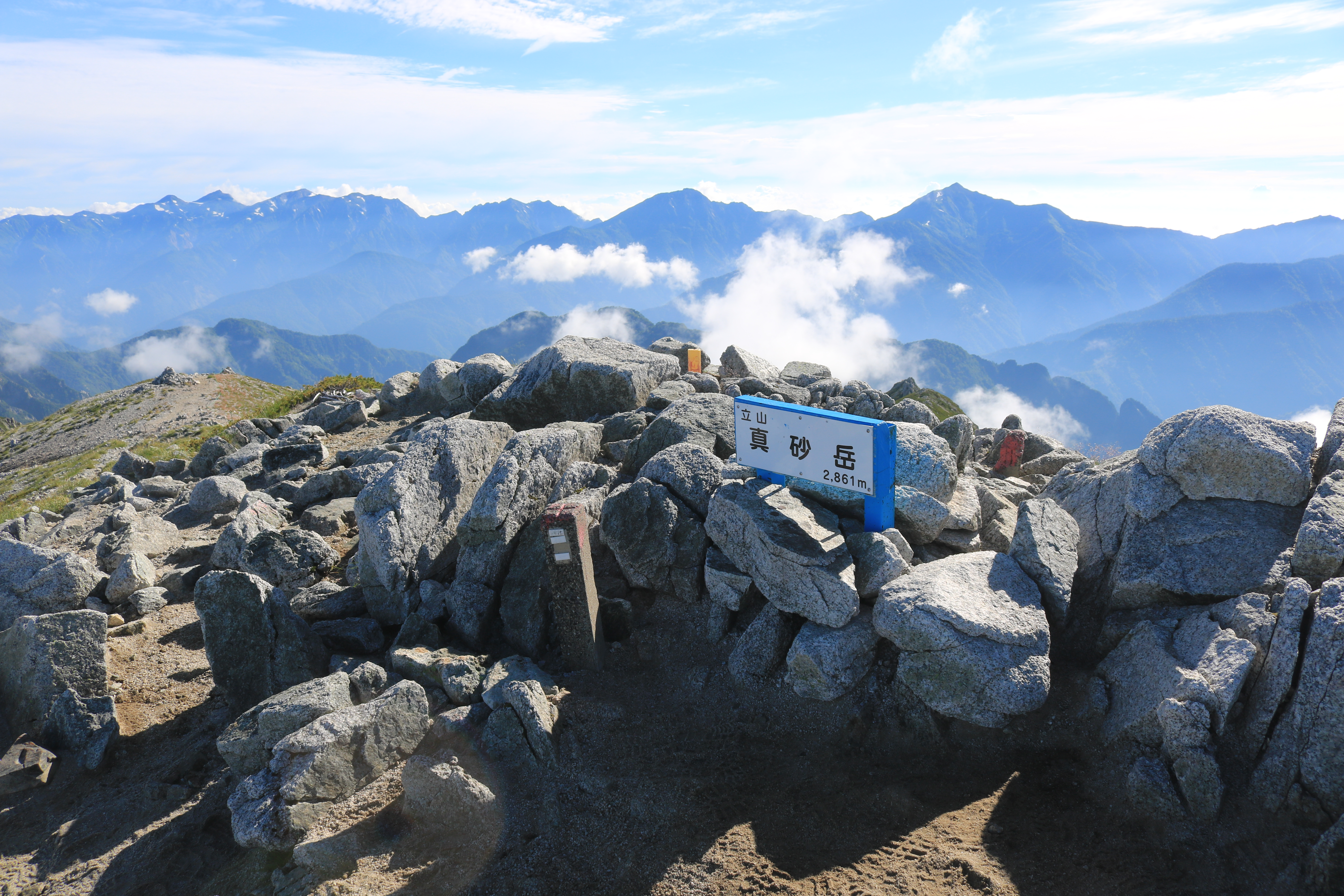
真砂岳の山頂、東側に後立山連峰

1971年（昭和46年）6月1日の立山黒部アルペンルート全線開通に伴い、その営業期間中は残雪期と積雪期を含めて容易に入山できるようになった。南側の隣に広く知られている立山があることから、この山のみの登頂が目的とされることは少なく、立山登頂者により通過される山であることが多い。別山方面から真砂岳の北西斜面を巻く登山道がある。遮るものがない山頂からは360度の展望がある。

### 登山道
各方面から以下の登山道が開設されている。山頂部は砂礫地のなだらかな尾根道（白いザレ道）。
大走りのルート
室堂 - 雷鳥平 - 賽の河原 - 大走り - 真砂岳
大走りのルートは上部は急坂の西尾根で標高点2,860 mの立山連峰の主稜線に合流する。岩屑が散乱した急坂のルートで、立山縦走時にエスケープルートとして下山に利用されることがある。本ルートは立山修験者が立山登拝（雄山、大汝山、富士ノ折立の三山駆け）時に利用した主要な下山ルートであったと見られている。下部の雷鳥平付近ではシナノキンバイやハクサンイチゲの高山植物の群落があり、その周辺の雪渓近くではイワイチョウ、チングルマ、ハクサンコザクラなども分布している。
室堂からの立山を経由したルート
室堂 - 一ノ越山荘 - 立山（雄山 - 大汝山 - 富士ノ折立） - 真砂岳
室堂からの別山を経由したルート
室堂 - 雷鳥平 - 雷鳥坂 - 剱御前小舎 - 別山 - 真砂乗越 - 真砂岳
内蔵助谷からのルート
黒部ダム駅 - 黒部川左岸 - 下ノ廊下分岐 - 内蔵助平 - 内蔵助カール - 内蔵助山荘 - 真砂岳
本ルートは熟達者向けのルートで、内蔵助カールの下部にはキバナシャクナゲの群落がある。内蔵助平へは、剱沢からハシゴ谷乗越を越えるルートおよび下ノ廊下からのルートもある。

### 周辺の山小屋
周辺は山岳観光地であり、室堂周辺にはホテルや宿泊施設、山小屋が多数ある。西山麓の雷鳥平には大規模な雷鳥沢キャンプ場のキャンプ指定地がある。

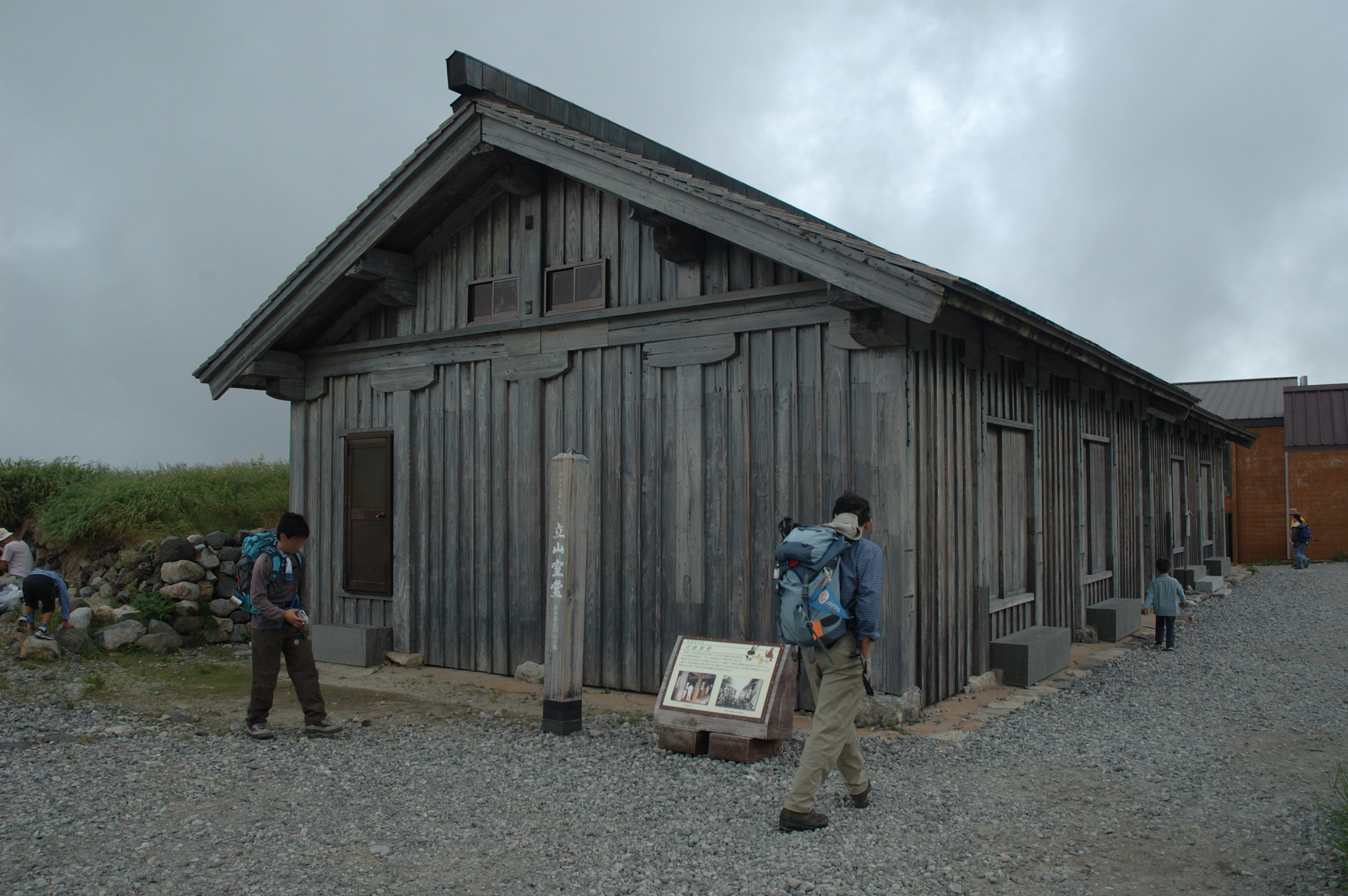
立山室堂山荘 日本最古の山小屋
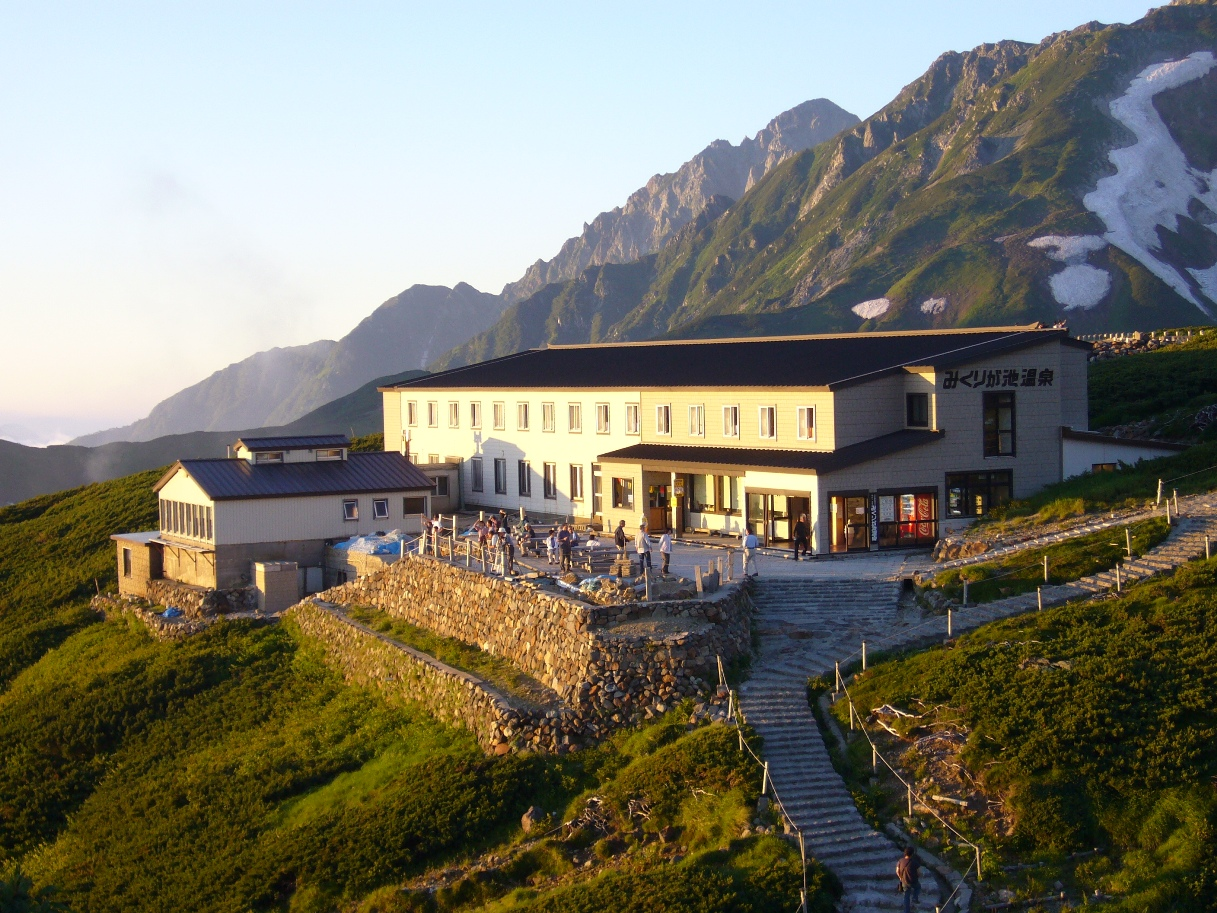
みくりが池温泉 室堂周辺の宿泊施設では、地獄谷から湧き出す源泉を入浴施設へ導水している。
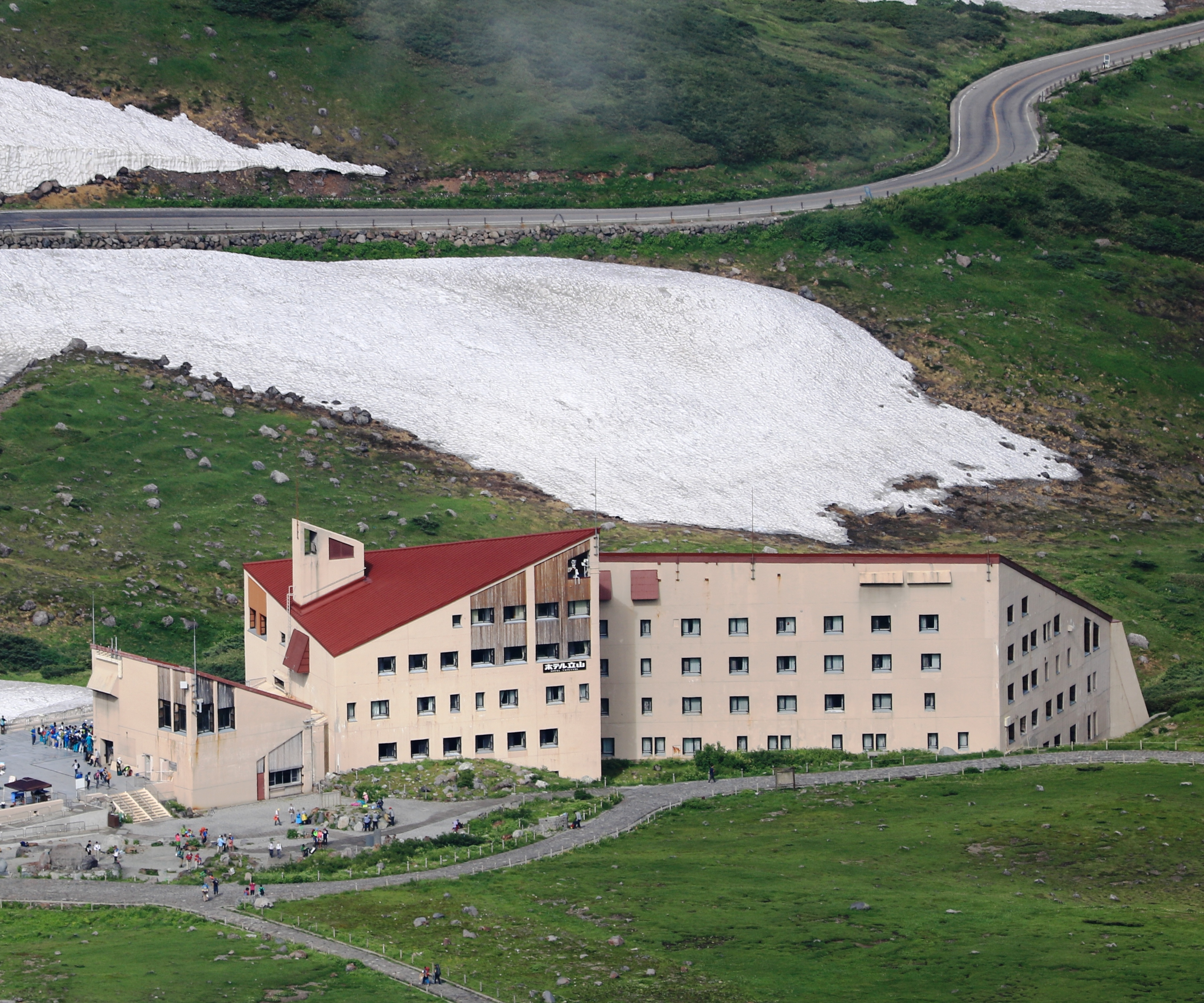
ホテル立山 山岳リゾートホテル

| 名称           | 所在地                         | 真砂岳からの 方角と距離(km) | 標高 (m) | 収容 人数 | 備考                                      |
| -------------- | ------------------------------ | --------------------------- | -------- | --------- | ----------------------------------------- |
| 真砂沢ロッジ   | 劒沢と真砂沢との出合           | 北東 3.2                    | 1,780    | 40        | テント80張、1960年建造                    |
| 剣山荘         | 一服剱直下南                   | 北北西 2.6                  | 2,400    | 170       | 1953年建造                                |
| 雷鳥沢ヒュッテ | 雷鳥平                         | 西 1.9                      | 2,350    | 290       | 東隣にキャンプ場、テント250張、1975年建造 |
| 剱沢小屋       | 剱沢三田平                     | 北 1.8                      | 2,400    | 64        | テント300張、1924年建造                   |
| 剱御前小屋     | 別山乗越、剱御前と別山との鞍部 | 北西 1.4                    | 2,410    | 200       | 1933年建造                                |
| 内蔵助山荘     | 真砂岳の山頂直下東北東         | 東北東 0.4                  | 2,780    | 70        | 1962年開業                                |
| 真砂岳         |                                | 0                           | 2,861    |           |                                           |
| 大汝山休憩所   | 大汝山山頂直下北東             | 南 1.1                      | 3,000    |           | 1960年建造                                |
| 一ノ越山荘     | 一ノ越、雄山と龍王山との鞍部   | 南南西 1.9                  | 2,705    | 200       | 戦後直後に建造                            |
| ロッジ立山連峰 | 雷鳥平                         | 西 2.0                      | 2,330    | 200       | 1957年建造                                |
| 雷鳥荘         | リンドウ池北                   | 西 2.0                      | 2,400    | 350       | 1955年建造                                |
| 立山室堂山荘   | 室堂平                         | 西南西 2.0                  | 2,450    | 200       | 日本最古の山小屋、室町時代ごろ建造        |
| みくりが池温泉 | みくりが池湖畔                 | 西南西 2.2                  | 2,410    | 120       | 1957年建造                                |
| ホテル立山     | 室堂バスターミナル             | 西南西 2.4                  | 2,420    | 289       | 1972年開業                                |

- 立山室堂山荘
日本最古の山小屋
- みくりが池温泉
室堂周辺の宿泊施設では、地獄谷から湧き出す源泉を入浴施設へ導水している。
- ホテル立山
山岳リゾートホテル

### 内蔵助山荘

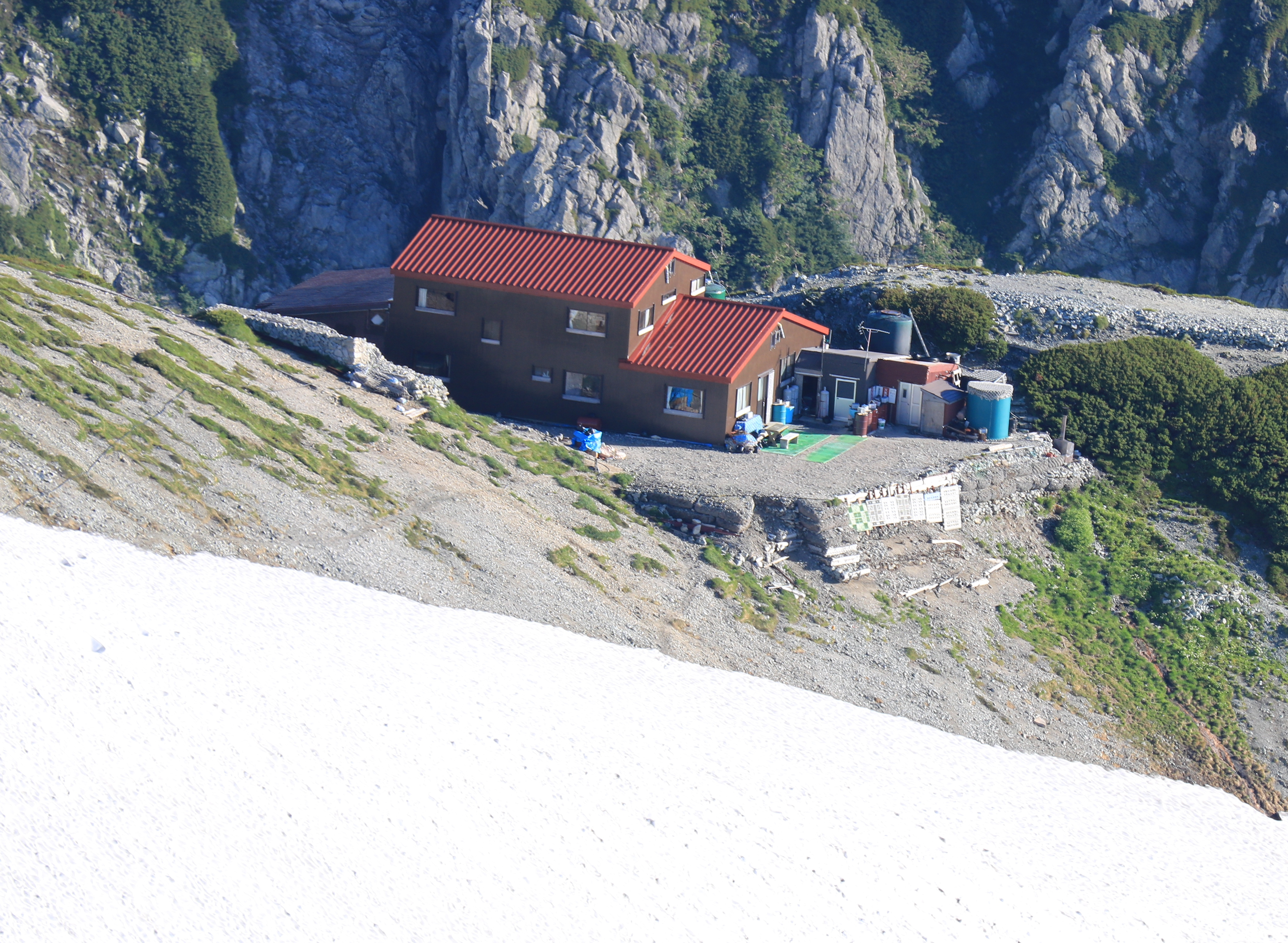
南側の富士ノ折立から望む内蔵助小屋

内蔵助山荘（くらのすけさんそう）は、真砂岳の山頂直下東北東0.4 kmの真砂尾根上にある山小屋。山小屋からは富山平野、富山湾、能登半島、後立山連峰などが見渡せ、富士山が見られることもある。収容人数は70名で、水場とテント場はない。営業期間は7月中-10月上旬で、期間外は閉鎖される。
1958年（昭和33年）に麓の立山町芦峅寺の山案内人であった佐伯利雄が山小屋の建設の許認可申請を行い、1961年（昭和36年）から歩荷により建設資材を運ぶことにより内蔵助カール内で木造2階建ての山小屋建設が始まり、1962年（昭和37年）に開業した。1965年（昭和40年）春に雪崩により屋根を引き剥がされる被害を受け、その対策として山荘の周りに石垣が設けられた。ところが豪雪であった1969年（昭和44年）に雪崩により山小屋が全壊する被害を受けた。このため1971年（昭和46年）夏に現在の位置の標高約2,780 mの山頂直下の稜線上に、新しい山小屋（木造2階建て、延べ128坪、15部屋）がヘリコプターで建設資材を運ぶことにより再建された。1989年（平成元年）10月9日午前中に、管理人が立山中高年大量遭難事故の倒れている登山者8人を発見した。

### 真砂岳雪崩遭難事故

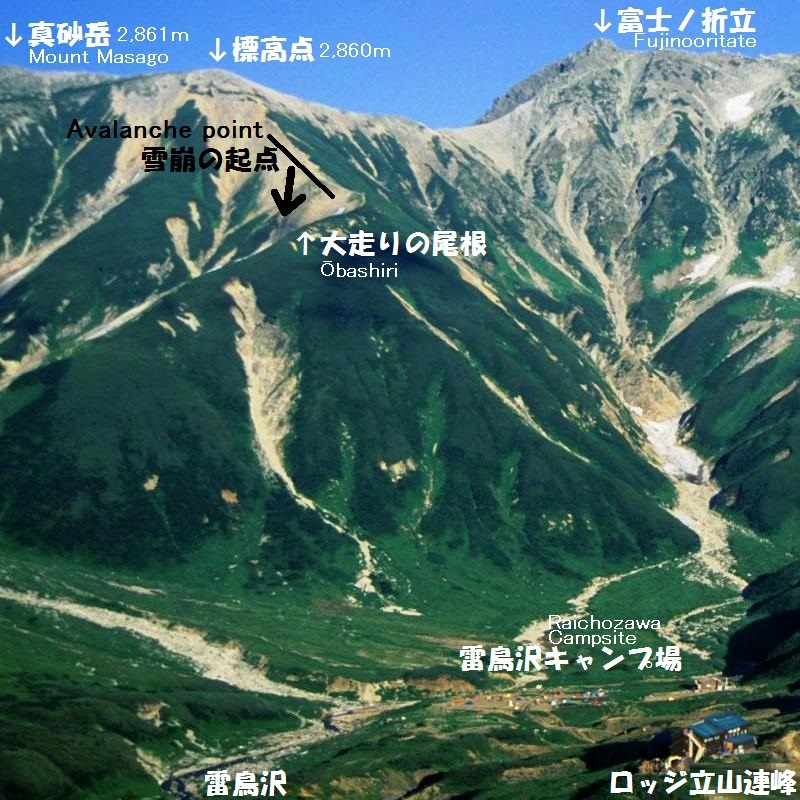
西側から望む、真砂岳と立山の北端の富士ノ折立、中央下部に雷鳥沢キャンプ場、右下に山小屋の雷鳥荘。真砂岳山頂部直下西斜面（大走りの尾根の北側）で、2013年11月23日に大規模な表層雪崩が発生し、山スキーを行っていたとみられる7人が死亡する山岳遭難事故が発生した。

2013年（平成25年）11月23日午前10時55分頃に山頂部の西面（大走尾根の北側）で大規模な表層雪崩が発生し、山スキーを行っていたとみられる7人が死亡する山岳遭難事故が発生した。死因は全員窒息死であった。雪崩が発生した以前の麓の気象観測点「上市」の気象データを下表に示す。
| 日付     | 降水量 （mm） | 平均気温 （℃） | 最低気温 （℃） | 最高気温 （℃） | 日照時間 （h） |
| -------- | ------------- | -------------- | -------------- | -------------- | -------------- |
| 11月16日 | 0             | 7.2            | 2.2            | 13.7           | 8.2            |
| 11月17日 | 0             | 10.6           | 1.7            | 17.7           | 6.7            |
| 11月18日 | 4.5           | 6.5            | 1.8            | 10.2           | 0.6            |
| 11月19日 | 0.5           | 5.4            | 1.3            | 9.5            | 1.6            |
| 11月20日 | 69.0          | 3.7            | 2.0            | 6.2            | 0              |
| 11月21日 | 22.5          | 4.4            | 1.4            | 6.7            | 0.7            |
| 11月22日 | 19.0          | 5.5            | 3.3            | 7.9            | 0              |
| 11月23日 | 0.5           | 5.8            | 0.8            | 11.8           | 6.0            |

上市の気象観測点は、真砂岳山頂の西北西20 kmの標高296 mに位置する。高度換算で真砂岳山頂の気温は、上市の気温より15℃ほど低いものと推定できる。雪崩が発生した2 kmほど南西の室堂にあるホテル立山（標高2,420 m）一帯では4-5日前から悪天候が続き、23日午前9時の積雪量は220 cm、気温は-3 ℃、快晴で日中の気温が上昇し、大規模な表層雪崩（幅30 m、長さ600 m）が発生したものとみられている。雪崩の瞬間の映像は動画投稿サイトのYouTubeなどに投稿され、稜線付近から一気に雪が崩れ10秒ほどで人々が次々に雪崩にのみ込まれた。2組の遭難者一覧を下表に示す。
| グループ                                                                 | 年齢 | 性別 | 発見された場所                                                           |
| ------------------------------------------------------------------------ | ---- | ---- | ------------------------------------------------------------------------ |
| 10年ほど前から毎年春と秋に 室堂周辺の山域に 山スキーに訪れていたグループ | 72   | 男   | 3人はデブリ（雪崩の終着点の雪が堆積した場所） 4人はデブリの100 m上の地点 |
| 10年ほど前から毎年春と秋に 室堂周辺の山域に 山スキーに訪れていたグループ | 59   | 女   | 3人はデブリ（雪崩の終着点の雪が堆積した場所） 4人はデブリの100 m上の地点 |
| 10年ほど前から毎年春と秋に 室堂周辺の山域に 山スキーに訪れていたグループ | 58   | 女   | 3人はデブリ（雪崩の終着点の雪が堆積した場所） 4人はデブリの100 m上の地点 |
| 10年ほど前から毎年春と秋に 室堂周辺の山域に 山スキーに訪れていたグループ | 55   | 男   | 3人はデブリ（雪崩の終着点の雪が堆積した場所） 4人はデブリの100 m上の地点 |
| 10年ほど前から毎年春と秋に 室堂周辺の山域に 山スキーに訪れていたグループ | 46   | 男   | 3人はデブリ（雪崩の終着点の雪が堆積した場所） 4人はデブリの100 m上の地点 |
| 山スキーを行っていたと見みられる夫婦                                     | 44   | 女   | 3人はデブリ（雪崩の終着点の雪が堆積した場所） 4人はデブリの100 m上の地点 |
| 山スキーを行っていたと見みられる夫婦                                     | 36   | 男   | 3人はデブリ（雪崩の終着点の雪が堆積した場所） 4人はデブリの100 m上の地点 |

現場はこの時期一般客が踏み入らない場所で、バックカントリースキー、バックカントリースノーボードなどを行う上級者が入ることがある場所で、雪が吹き溜まり雪崩が発生し易い場所である。23日午後3時半ごろには近隣の立山連峰最高峰大汝山（標高3,015 m）西面の山崎カールおよび真砂岳の西側下部にある雷鳥沢でも雪崩が発生した。

### 入山届義務化へ
2013年の真砂岳雪崩遭難事故を受けて石井隆一富山県知事は2014年3月下旬頃を目途に立山黒部アルペンルート周辺への入山届の義務化を内容とするガイドラインの制定を目指す方針を示した。

## 地理

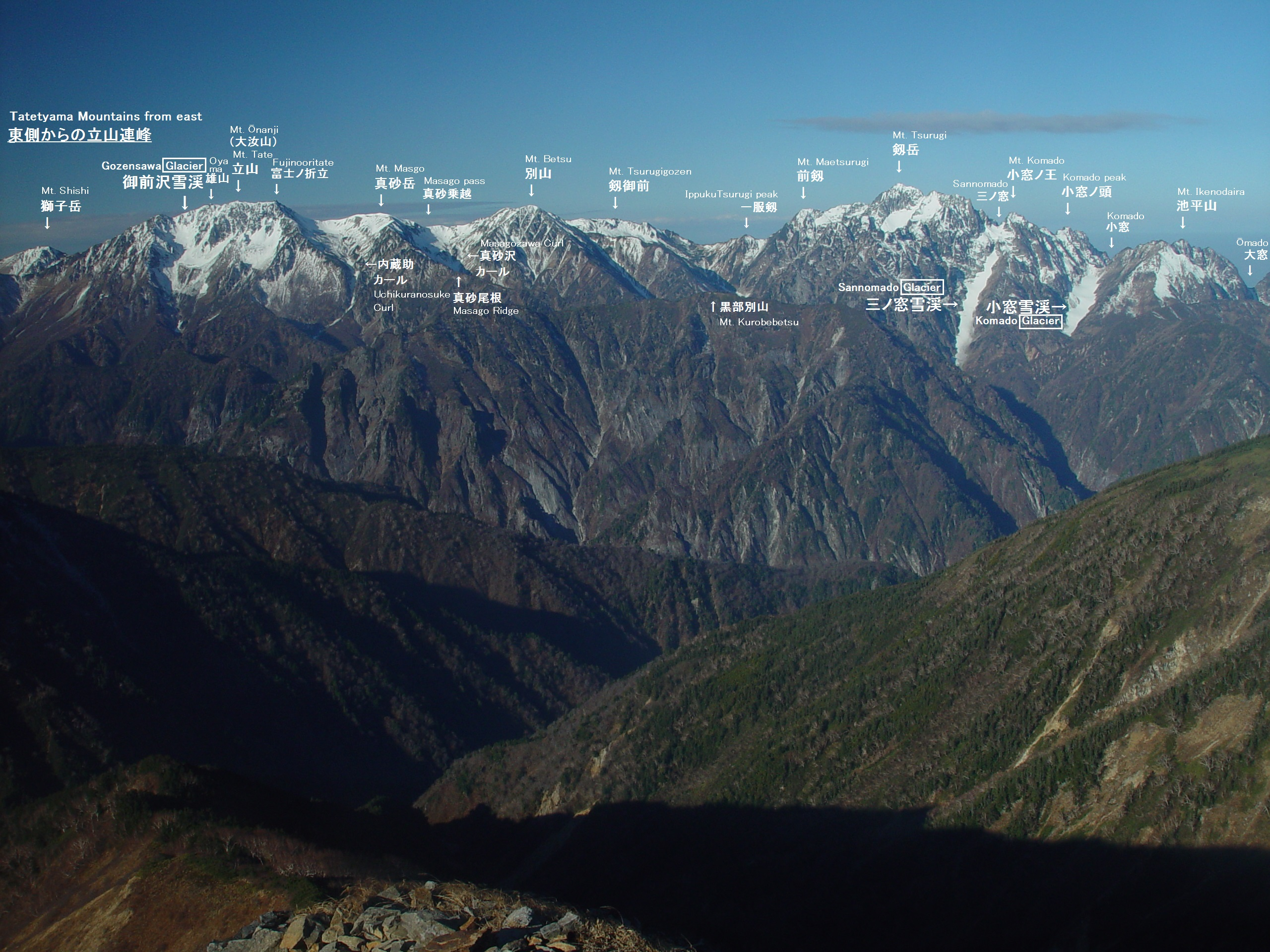
東側の後立山連峰の布引山から望む立山連峰（左から立山、真砂岳、別山、剱御前、剱岳）、立山の東面の御前沢雪渓、内蔵助雪渓、剱岳の北東面の三ノ窓雪渓と小窓雪渓の四つの雪渓では氷河の現存が確認されている。

### 周辺の山

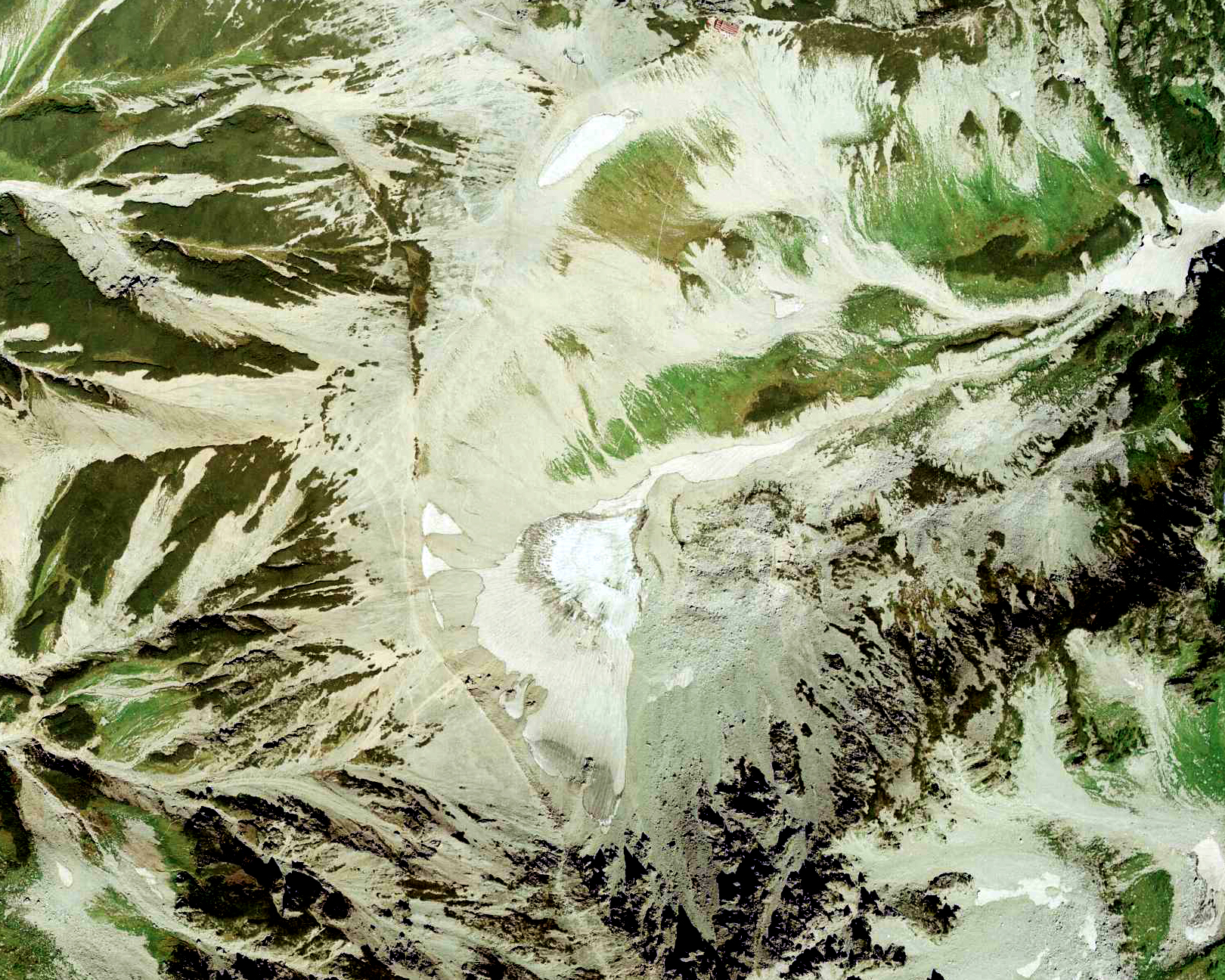
内蔵助氷河の空中写真。1977年9月16日撮影。。

立山連峰の主稜線上の別山と立山との間に位置する。別山との鞍部にある峠は、真砂乗越と呼ばれている。北東には真砂尾根が延び、ハシゴ谷乗越の峠を経由して黒部別山（標高2,353 m）に繋がる。
| 山容                                                  | 山名     | 標高 (m) | 三角点等級 基準点名          | 真砂岳からの 方角と距離(km) | 備考                                       |
| ----------------------------------------------------- | -------- | -------- | ---------------------------- | --------------------------- | ------------------------------------------ |
| 別山方面からの剱岳、剣山荘と剱沢小屋（1995年8月20日） | 剱岳     | 2,999    | 2,997.07m （三等「剱岳」）   | 北 4.1                      | 日本百名山                                 |
| 地獄谷温泉と奥大日岳（1995年8月19日）                 | 奥大日岳 | 2,611    | 2,605.94m （三等「奥大日」） | 西北西 3.7                  | 日本二百名山                               |
| 剱岳から望む別山（2017年8月5日）                      | 別山     | 2,880    |                              | 北 1.3                      |                                            |
| 西側の雷鳥沢キャンプ場から望む真砂岳（2017年8月3日）  | 真砂岳   | 2,861    | [ 注釈 7 ]                   | 0                           | 日本で43番目に高い山                       |
| 真砂岳から望む立山（2017年8月5日）                    | 立山本峰 | 3,015    | 2,991.59m （一等「雄山」）   | 南 1.1                      | 日本百名山、主峰は雄山、最高標高点は大汝山 |

### 源流の河川
以下の日本海側の富山湾へ流れる河川の源流となる山である。
- 称名川 - 常願寺川の支流、称名滝の東9 kmに位置する。
- 真砂沢 - 黒部川剱沢南股の支流、黒部ダムの西北西4 kmに位置する。

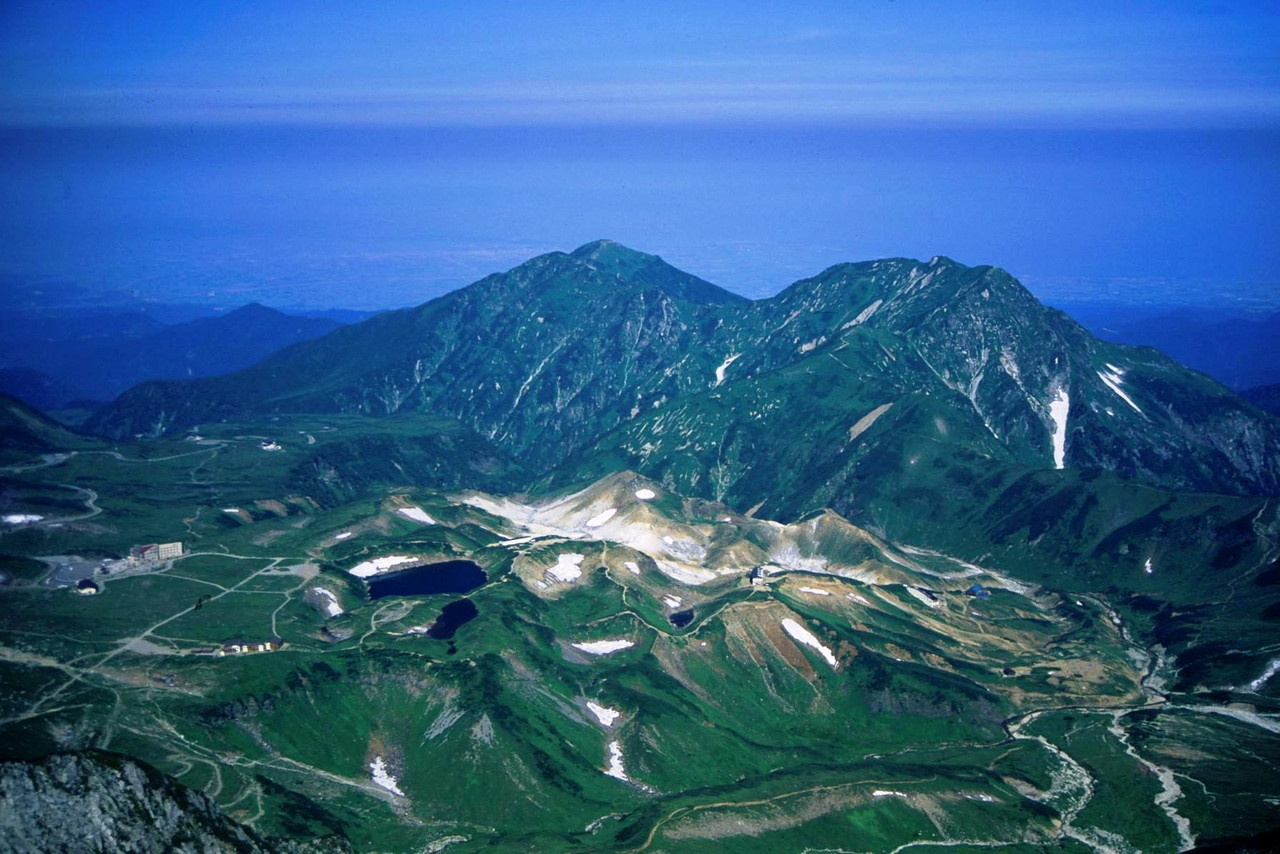
立山頂上から望む室堂（左中央に入山の拠点となる室堂バスターミナルおよびホテル立山）、遠景は大日岳と奥大日岳

- 内蔵助谷 - 黒部川の支流

### 交通・アクセス
立山黒部アルペンルートを利用して、入山されることが多い。
- 立山黒部貫光無軌条電車線の室堂駅および立山高原バス室堂バスターミナルの東北東2.4 kmに位置する。
- 関電トンネルトロリーバス黒部ダム駅の西北西4.7 kmに位置する。
- 富山地方鉄道立山線および立山黒部貫光立山ケーブルカーの立山駅の東16 kmに位置する[3]。
- 北陸自動車道立山インターチェンジの東南東28 kmに位置する。

## 真砂岳の風景

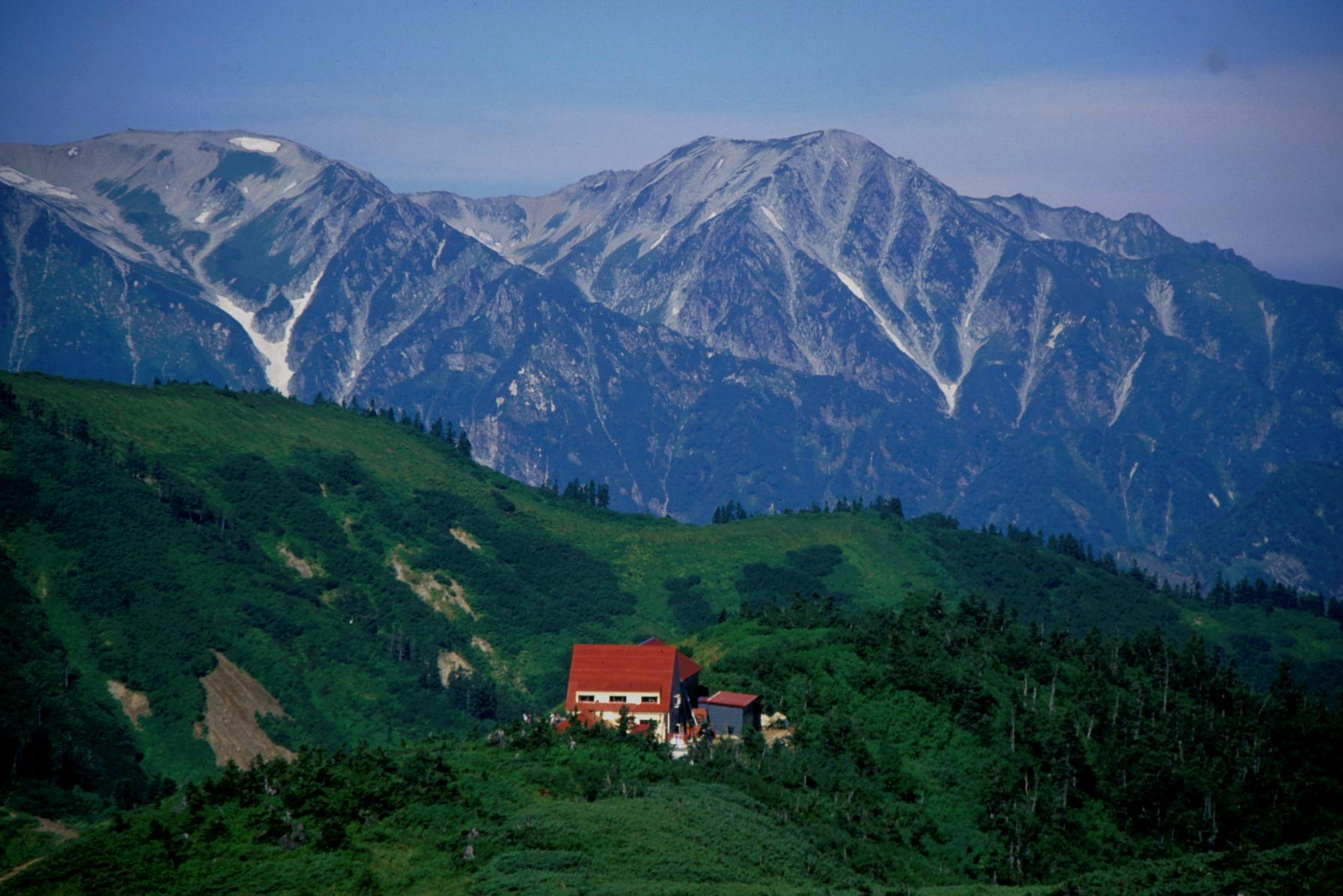
東側からの展望 爺ヶ岳から望む真砂岳と別山、その手前中央下部に種池山荘
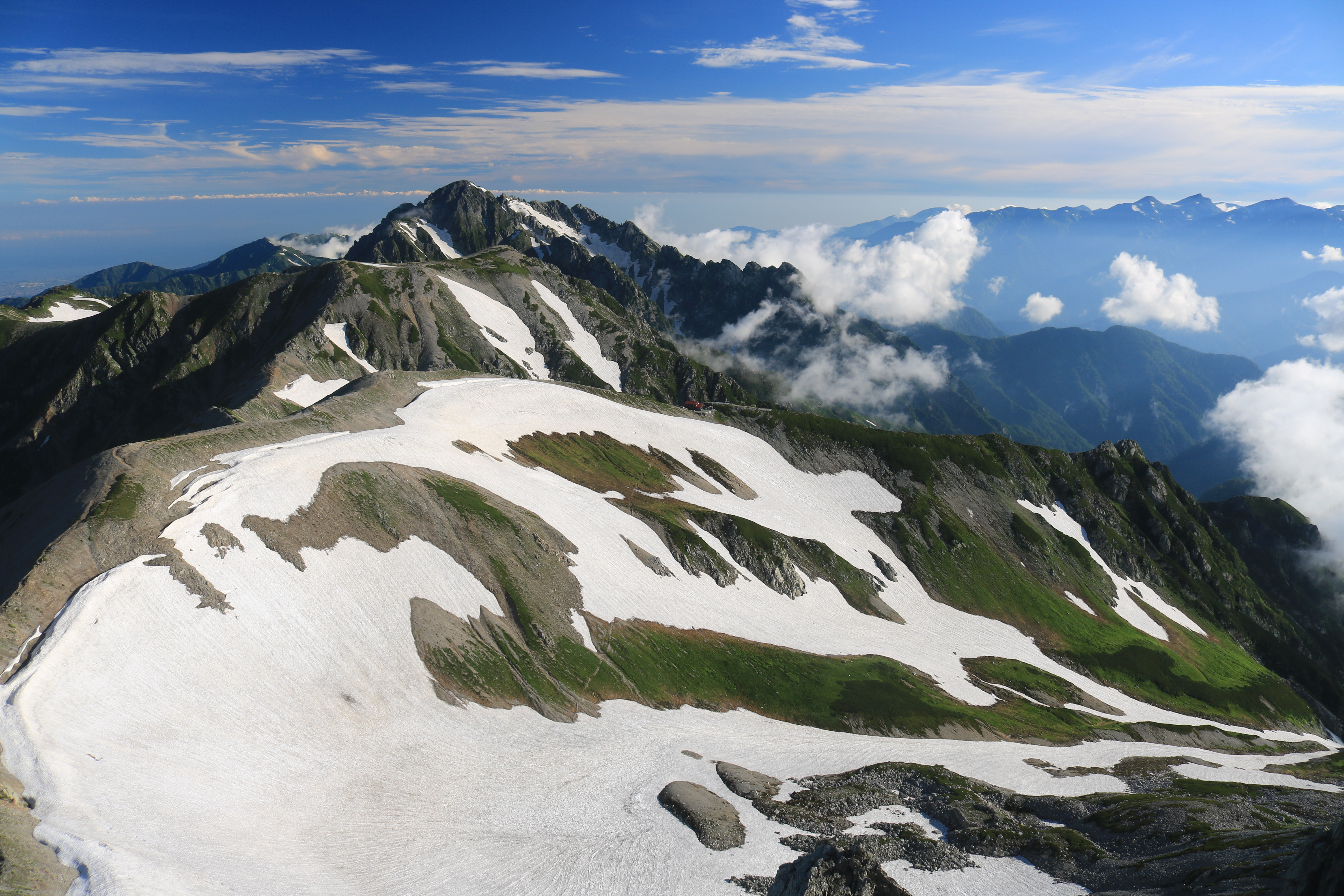
南側からの展望 立山からの展望、立山との間の内蔵助カールの雪渓で内蔵助氷河が2018年に認定された
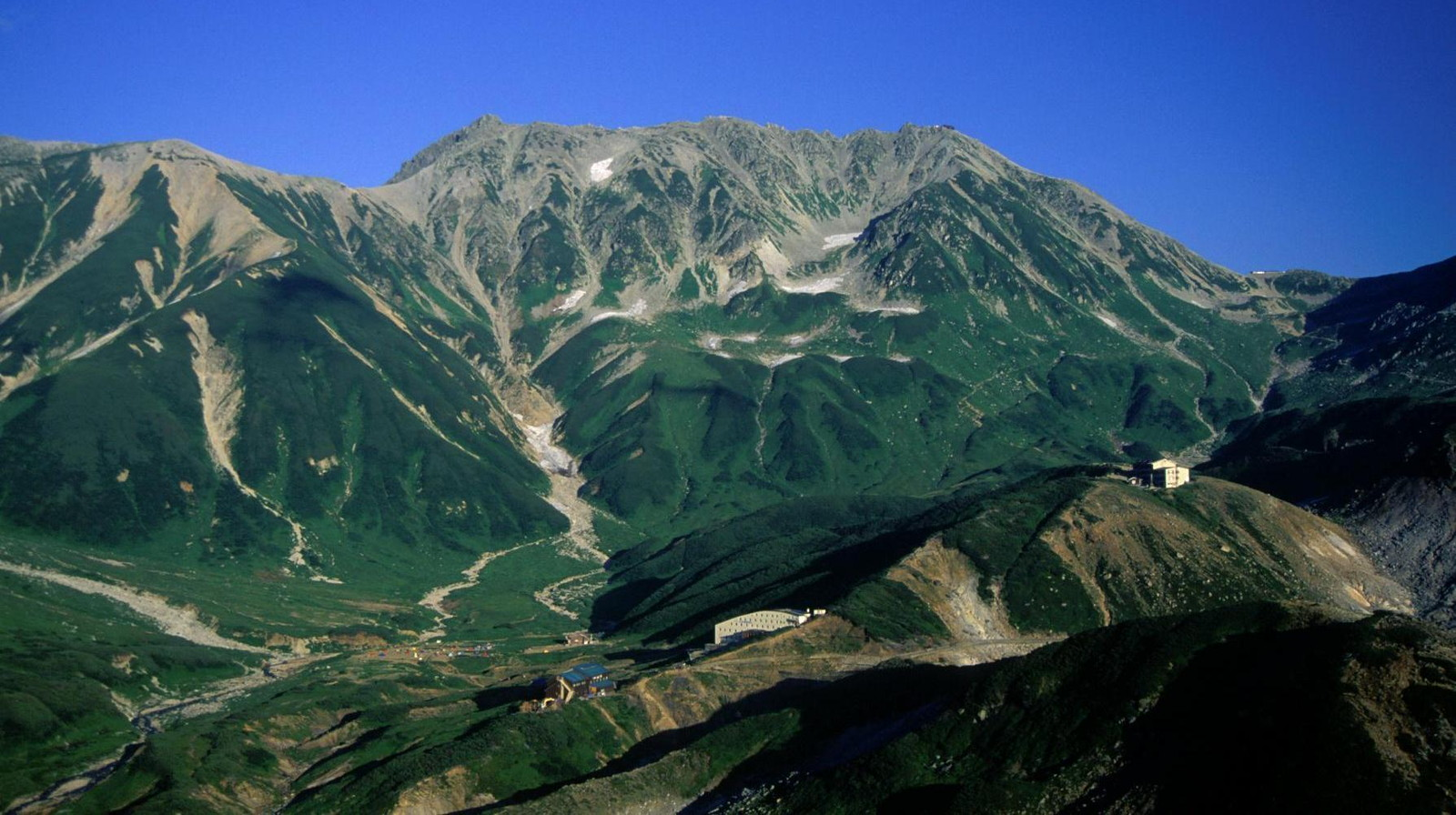
西側からの展望 真砂岳と立山（左から富士ノ折立、大汝山、雄山）、左下部に雷鳥沢キャンプ場。下部に山小屋（左から雷鳥荘、雷鳥沢ヒュッテ、みくりが池温泉、右上の稜線鞍部に一ノ越山荘）
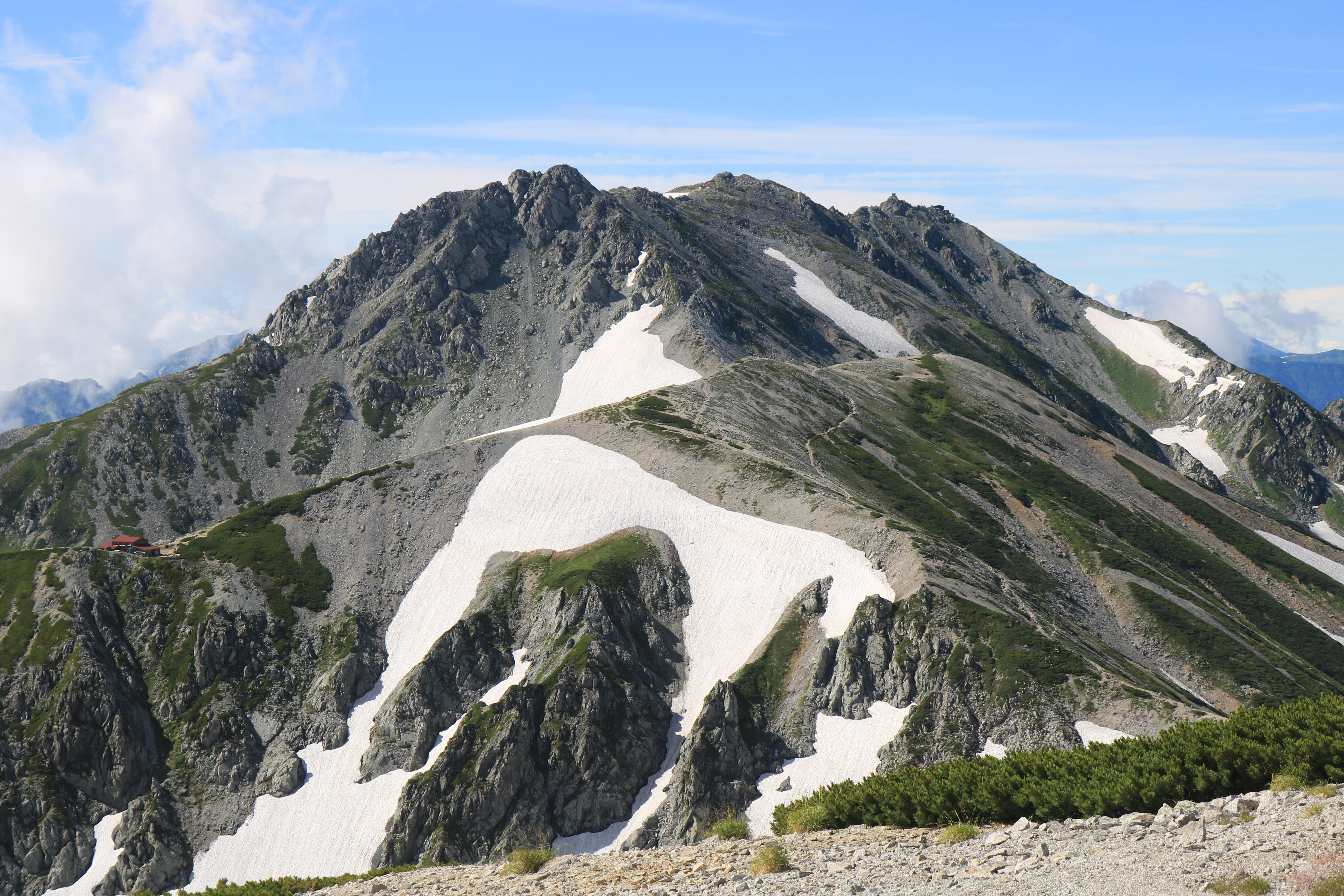
北側からの展望 別山から望む真砂岳（中央部）。真砂岳の北西斜面には巻き道の登山道がある。山頂直下の北東に延びる真砂尾根の稜線部に内蔵助山荘がある。その奥に立山（左から富士ノ折立、大汝山、雄山）。